# バヤンホンゴル県
バヤンホンゴル県（バヤンホンゴルけん、モンゴル語: Баянхонгор, ᠪᠠᠶᠠᠨᠬᠣᠩᠭᠣᠷ）は、モンゴル国の県（アイマク）の一つ。県庁所在地は県名と同じバヤンホンゴルである。

## 概要
モンゴル国の中南部に位置し、南部を中華人民共和国内モンゴル自治区と国境を接する。
国内では北にザブハン県とアルハンガイ県、東にウブルハンガイ県とウムヌゴビ県、西にゴビ・アルタイ県と接する。
県の地形は北にハンガイ山脈があり、中央部は盆地、南には砂漠がある。

## 著名出身者
- 旭海雄蓮（大相撲力士）